# Tàrrega (kommunhuvudort)
Tàrrega är en kommunhuvudort i Spanien.   Den ligger i provinsen Província de Lleida och regionen Katalonien, i den östra delen av landet, 400 km öster om huvudstaden Madrid. Tàrrega ligger 384 meter över havet och antalet invånare är 16 539.
Terrängen runt Tàrrega är platt åt nordväst, men åt sydost är den kuperad. Runt Tàrrega är det glesbefolkat, med 15 invånare per kvadratkilometer. Tàrrega är det största samhället i trakten. Trakten runt Tàrrega består till största delen av jordbruksmark.